# بابلو توري
بابلو توري كارال (من مواليد 3 أبريل 2003) ويعرف باسم بابلو توري، هو لاعب كرة قدم محترف
يلعب في مركز الوسط
مع نادي ريال مايوركا.

## مسيرته في الاندية

### راسينغ سانتاندير
ولد في سوتو دي لا مارينا، كانتابريا، انضم توري إلى فريق راسينغ سانتاندير للشباب في عام 2015، قادمًا من نادي مارينا الرياضي.
في 15 أبريل 2020، عندما كان في بداية شبابه، وقع عقداً احترافياً مع النادي، حتى يونيو 2025. ظهر توري لأول مرة مع فريق الرديف في 19 يوليو 2020، حيث بدأ في مباراة تعادل خارج الأرض 1-1 ضد جيمناستيكا توريلافيجا، في تصفيات الدرجة الثالثه خلال العام. في أغسطس، عندما بلغ عمره 17 عامًا فقط،كان جزءًا من تشكيلة الفريق الأول في فترة التحضيريه تحت قيادة المدرب خافي روزادا، وتم تصعيده إلى الفريق الأساسي في سبتمبر.
```
اول ظهور توري مع الفريق الأول لنادي راسينغ في 18 أكتوبر 2020، حيث بدأ في مباراة الافتتاح لموسم 2020-21 في الدرجة الثانية ب، والتي انتهت بتعادل على أرضهم 1-1 ضد نادي بورتوغاليتي.
[
6
]
[
8
]
 سجل هدفه الأول في الفريق الأول في 21 فبراير، حيث سجل الهدف الثاني لفريقه فاز الفريق بنتيجه 3-1 على أرضهم على نادي لاريدو؛
[
9
]
 بعد ستة أيام، سجل ثنائية في مباراة  4-0 خارج أرضهم على 
باراكالدو
.
[
10
]
 كان لاعبًا أساسيًا في مباريات فريقه في موسمه الكامل الأول، تم منح توري القميص رقم 10 قبل موسم 2021–22، في الدوري الجديد  المعدل من الدرجة الثالثة والذي يُعرف ب Primera División RFEF.
[
11
]
 ساهم بعشرة أهداف في 32 مباراة (بما في ذلك التصفيات) حيث حقق راسينغ الصعود إلى 
دوري إلاسباني الدرجة الثانية
.
```

### برشلونة
في 4 مارس 2022، توصل نادي برشلونة إلى اتفاق مع نادي راسينغ بشأن انتقال توري مقابل 5 ملايين يورو بالإضافة إلى متغيرات،وتم تسجيله في البداية إلى فريق برشلونه ب خلال موسم 2022–23.وقع عقدًا حتى يونيو 2026 في 15 يونيو.
```
في 7 سبتمبر 2022، لعب توري أول مباراة له في 
دوري أبطال أوروبا
، حيث شارك بديلاً 
لفرانك كيسي
 في الدقيقة 81، فاز الفريق بنتيجة 5-1 ضد 
فيكتوريا بلزن
 في المباراة الأولى من 
موسم 2022–23
.
[
16
]
في 23 أكتوبر، لعب توري أول مباراة له في 
الدوري الإسباني
 مع برشلونة في 
ملعب الكامب نو
، حيث دخل بديلاً  
لعثمان ديمبيلي
 في الدقيقة 77 ضد 
أتلتيك بلباو
.
[
17
]
 في 1 نوفمبر، سجل هدفه الأول في دوري أبطال أوروبا فاز الفريق بنتيجه 4-2 خارج أرضه على فيكتوريا بلزين في مباراة الإياب من الموسم ذاته.
[
18
]
```

### إعارة إلى جيرونا
في 18 يوليو 2023، تم إعارة توري إلى نادي جيرونا الذي ينافس في الدرجة الأولى لموسم 2023–24. في 12 أغسطس 2023، لعب توري أول مباراة له مع نادي جيرونا في الدوري الإسباني ضد ريال سوسيداد.

#### العودة إلى برشلونة
عاد تورّي إلى برشلونة لموسم 2024–25. أحدث تأثيرًا فوريًا تحت قيادة المدرب الجديد هانسي فليك، حيث سجل هدفًا في المباراة انتهت بالفوز بنتيجة 5-1 على فياريال في 22 سبتمبر 2024، وسجل هدفين في مباراة الفوز بنتيجة 5-1 على إشبيلية في 20 أكتوبر 2024.
كما سجل توري هدفًا واحدًا وقدم تمريرتين حاسمتين في مباراة الدور 32 من كأس الملك ضد باربسترو في 4 يناير 2025. وبهذا الرصيد الرائع، يصل مجموع أهدافه في الموسم إلى أربعة أهداف وثلاث تمريرات حاسمة، ما يعني أنه ساهم في تسجيل هدف كل 50 دقيقة في 348 دقيقة فقط من وقت اللعب في الموسم.

### ريال مايوركا
في 14 يوليو 2025، وقّع توري عقدًا لمدة أربع سنوات مع نادي ريال مايوركا، المنافس في الدرجة الأولى، مقابل مبلغ قيل إنه 5 ملايين يورو. ظهر لأول مرة مع النادي في 16 أغسطس، ضد ناديه السابق برشلونة في مباراة انتهت بهزيمة فريقه 0-3 على أرضه.

## حياته الشخصية
والد توري، إستيبان، كان لاعب كرة قدم أيضًا، وكان يلعب في خط الوسط.مثل راسينغ معظم مسيرته المهنية.